# 筒距舌唇兰
筒距舌唇兰（学名：Platanthera tipuloides）为兰科舌唇兰属下的一个种。

## 扩展阅读
維基物種上的相關：筒距舌唇兰